# Drive My Karma
Drive My Karma è il primo album di Dean Davidson, uscito nel 2007 per l'etichetta Karma 33 Records.

## Tracce
1. Lay Around on Mondays
2. Tequila Hotel
3. Deja Vu'
4. Soul Soul
5. Friend
6. No World Blue
7. Argentina
8. Shake My Tambourine
9. Drive My Karma
10. Two Bridges
11. Novembre Smile
12. World Love

## Formazione
- Dean Davidson - voce, chitarra, tambourine, piano, cori
- Kenny Aronoff - batteria, Tambourine, shaker
- Rob Hyman - piano, strings, shaker, accordian, Farfisa, organo Hammond
- Jim Miades - basso, cori
- James Adimaro - chitarra, mandolino elettrico
- Chris Zurzolo - organo hammond, strings
- Richie Rubini - piano, strings
- Ranaan Meyer - string bass
- John Robertson - batteria
- Susan Bulkin - cori
- Phil Nicolo - cori, produzione